# Marcel Lenormand
Marcel Lenormand es un deportista francés que compitió en judo. Ganó una medalla de bronce en el Campeonato Europeo de Judo de 1964 en la categoría de +80 kg.

## Palmarés internacional
| Campeonato Europeo | Campeonato Europeo    | Campeonato Europeo | Campeonato Europeo |
| Año                | Lugar                 | Medalla            | Categoría          |
| ------------------ | --------------------- | ------------------ | ------------------ |
| 1964               | Berlín Oriental (RDA) | Medalla de bronce  | +80 kg             |